# Космос-1979
Космос-1979 је један од преко 2400 совјетских вјештачких сателита лансираних у оквиру програма Космос.
Космос-1979 је лансиран са космодрома Тјуратам, Бајконур, СССР, 18. новембра 1988. Ракета-носач Циклон-3 је поставила сателит у орбиту око планете Земље. Маса сателита при лансирању је износила 3000 килограма. Космос-1979 је био војни извиђачки сателит за праћење флоте.